# Renaissance Club Athletic Zemamra
Il Renaissance Club Athletic Zemamra è una società calcistica marocchina con sede nella città di Zemamra che milita nella Botola 1 Pro.

## Storia

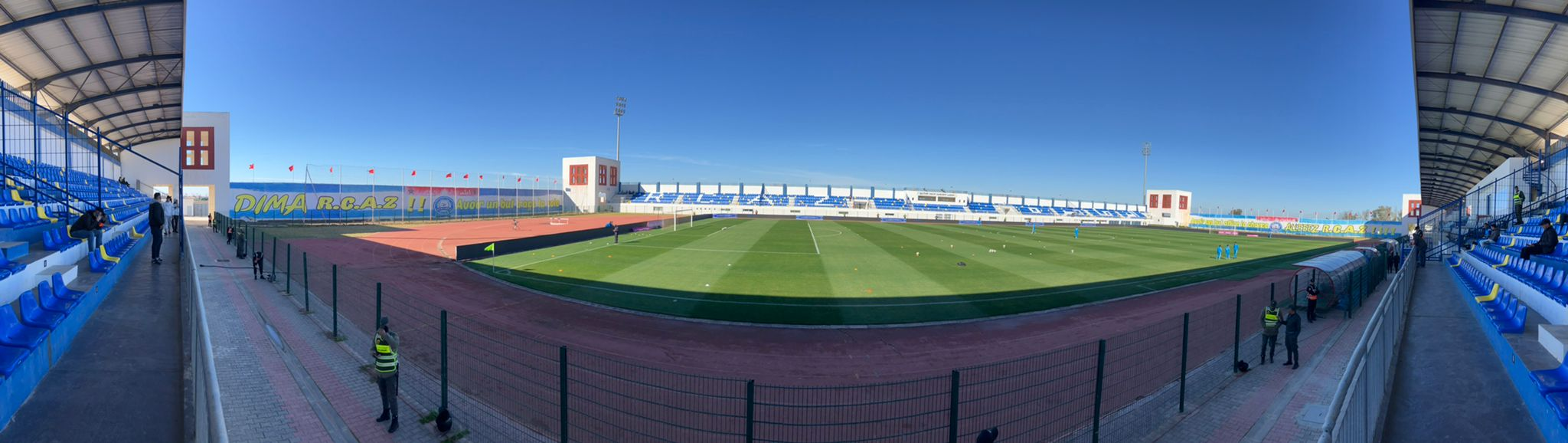
Stade Ahmed Choukri

Dopo aver vinto il Botola 2 2018-2019 il club ha ottenuto la promozione nella Botola 1 Pro per la prima volta nella sua storia. Nella sua prima stagione in Botola 1 Pro si classifica alla dodicesima posizione per poi l'anno successivo subire la retrocessione in seconda divisione, classificandosi ultimi in classifica.

## Allenatori
- 2013-2014  Hassan Sakhi
- 2018-2019  Reda Hakam
- 2019       Youssef Fertout
- 2019       Mohamed Borji (Interim)
- 2020       Saïd Chiba
- 2020       Othman El Assas (Interim)
- 2020-2021  Mohamed Alaoui Ismaili
- 2021       Khalid Fouhami
- 2021       Mohamed Alaoui Ismaili
- 2022       Talal El Karkouri
- 2022       Mohamed Benchrifa
- 2022-2023  Jaafar Reguig
- 2023       Abderrahim Chkilit
- 2023       Abdelaziz Kerkache
- 2023-attuale  Amine Benhachem

## Palmarès

### Competizioni nazionali
- Botola 2: 2

2018-2019, 2022-2023

## Organico

### Rosa
| N. |                    | Ruolo | Calciatore            |
| -- | ------------------ | ----- | --------------------- |
| 1  | Marocco (bandiera) | P     | Younes Hardala        |
| 2  | Marocco (bandiera) | D     | Hamza Ait Allal       |
| 3  | Marocco (bandiera) | C     | Ali Ziate             |
| 4  | Marocco (bandiera) | D     | Bilal Soufi           |
| 5  | Marocco (bandiera) | D     | Adam Al Khalfi        |
| 6  | Marocco (bandiera) | D     | Abdelkhalek Hamidouch |
| 7  | Marocco (bandiera) | A     | Zakaria Bahrou        |
| 8  | Marocco (bandiera) | C     | Zakaria Maknoun       |
| 9  | Camerun (bandiera) | A     | Emmanuel Obounou      |
| 10 | Marocco (bandiera) | C     | Abdelhay Forsy        |
| 11 | Marocco (bandiera) | A     | Zakaria Hadraf        |
| 12 | Marocco (bandiera) | P     | Marouane Fakhr        |
| 13 | Marocco (bandiera) | C     | Aymen Moutawi         |
| 14 | Marocco (bandiera) | C     | Anass El Ghannouj     |
| 15 | Marocco (bandiera) | C     | Bilal Ait Allal       |
| 16 | Marocco (bandiera) | C     | Younes Khoutari       |
| 17 | Marocco (bandiera) | A     | Mohamed Habbali       |
| 18 | Marocco (bandiera) | D     | Abdeljalil Jbira      |
| 20 | Marocco (bandiera) | C     | Adil El Jeddaoui      |

| N. |                    | Ruolo | Calciatore                |
| -- | ------------------ | ----- | ------------------------- |
| 21 | Marocco (bandiera) | A     | Youssef Lakhal            |
| 22 | Marocco (bandiera) | P     | Mohamed Ferni             |
| 23 | Marocco (bandiera) | D     | Abderrahim Khaddou        |
| 25 | Marocco (bandiera) | A     | Mahmoud Benhalib          |
| 27 | Marocco (bandiera) | D     | Ayoub Tine                |
| 29 | Marocco (bandiera) | C     | Mehdi Karnass             |
| 33 | Marocco (bandiera) | C     | Brahim El Idrissi Bouzidi |
| 77 | Senegal (bandiera) | D     | Mahamadou Camara          |
| 90 | Marocco (bandiera) | A     | Achraf Gharib             |
| 95 | Marocco (bandiera) | D     | Mohamed Rahim             |
| 99 | Marocco (bandiera) | C     | Ayman El Kadmiri          |
|    | Marocco (bandiera) | C     | Karim Ait Mohamed         |
|    | Marocco (bandiera) | C     | Mimoun Hamdaoui           |
|    | Senegal (bandiera) | C     | Abdou Keita               |
|    | Marocco (bandiera) | A     | Oussama Srhiri            |
|    | Marocco (bandiera) | A     | Aymane Lotfi              |
|    | Marocco (bandiera) | A     | Soufiane Jazouli          |
|    | Marocco (bandiera) | A     | Mounsef Chrachem          |

### Staff tecnico
- Amine Benhachem - Allenatore
- Mehdi Mrani Alaoui - Vice allenatore